# Unione Sportiva Lecce 2011-2012
Questa voce raccoglie le informazioni riguardanti l'Unione Sportiva Lecce nelle competizioni ufficiali della stagione 2011-2012.

## Stagione

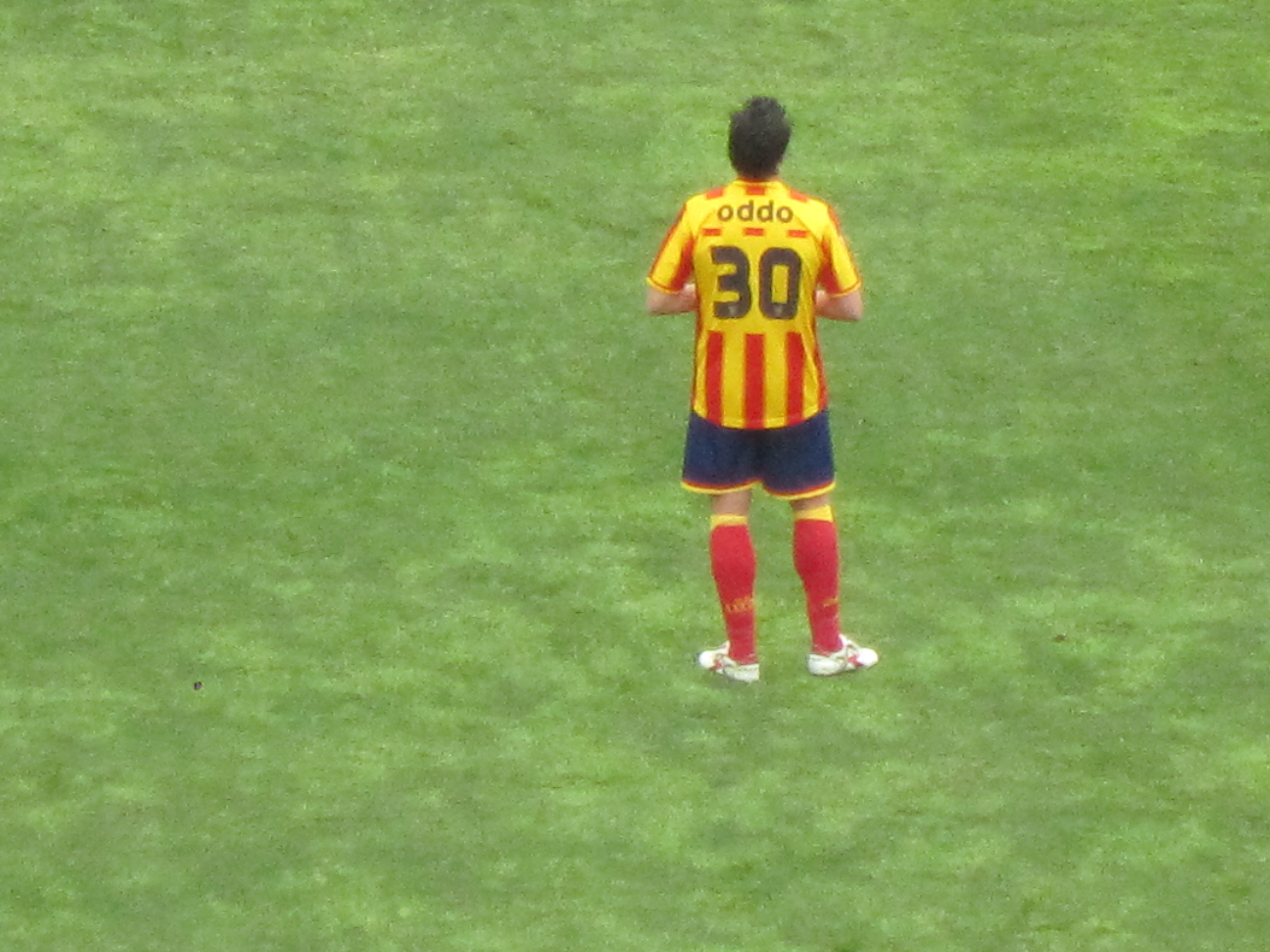
Massimo Oddo, colpo del mercato estivo del Lecce.

L'estate 2011 coincise con un'importante svolta dirigenziale in casa giallorossa: la famiglia Semeraro lasciò la presidenza dopo 16 anni, con il nuovo consiglio d'amministrazione che affidò l'incarico ad Isabella Liguori. La panchina venne affidata al giovane Eusebio Di Francesco, alla guida del Pescara l'anno prima. La rosa venne rinforzata in ogni reparto: tra i pali arrivò Júlio Sérgio, in difesa fu acquistato Massimo Oddo, mentre il centrocampo e l'attacco accolsero - rispettivamente - i colombiani Juan Cuadrado e Luis Muriel. L'esordio in Coppa Italia fu deludente, con i salentini eliminati dal Crotone.
In campionato la formazione debuttò perdendo con l'Udinese, per poi vincere a Bologna. In seguito incassò tre pesanti sconfitte, due delle quali sul proprio campo. L'impianto casalingo fu violato anche dai campioni uscenti del Milan, capaci di rimontare nella ripresa uno svantaggio di 3-0. Il primo punto tra le mura amiche venne ottenuto soltanto alla fine di ottobre, pareggiando con il Novara; la domenica seguente, arrivò invece una vittoria a Cesena con il primo gol di Cuadrado. Il 26 novembre, la formazione disputò la cinquecentesima partita nel massimo campionato perdendo di misura con il Catania. La disfatta rimediata con il Napoli sette giorni più tardi fece saltare la panchina: Di Francesco venne esonerato per far posto a Cosmi, beffato dalla Lazio al suo debutto. Nelle restanti 5 partite del girone di andata, furono totalizzati altrettanti punti. I giallorossi riuscirono comunque a staccarsi dall'ultima posizione, con una lunghezza di margine sul Novara.
La fase di ritorno iniziò invece con un successo, il primo casalingo: la rete del capitano Giacomazzi fermò un'Inter reduce da 7 vittorie consecutive. Nel mese di febbraio, il Lecce conquistò due importanti vittorie contro Siena e Cagliari: il pareggio con il Genoa permise inoltre di avvicinare il quartultimo posto, utile per la salvezza. Successivamente, gli uomini di Cosmi ottennero due pareggi con Novara e Cesena (a loro volta in corsa per non retrocedere) oltre alle affermazioni su Roma (mai battuta in casa) e Catania.

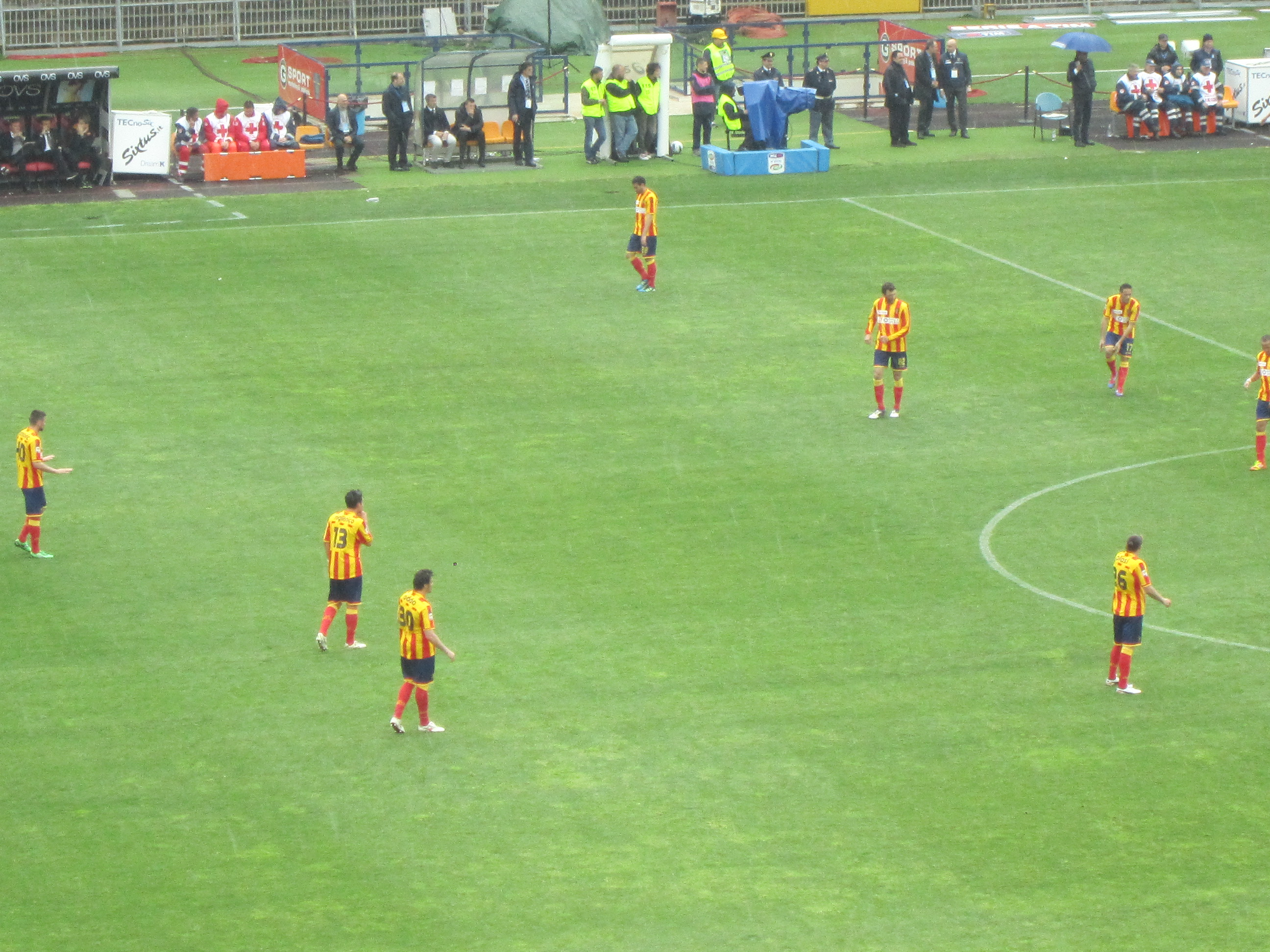
Un'immagine di Lecce-Roma del 7 aprile 2012, gara che segna la prima vittoria sui capitolini in casa salentina.

La sconfitta con la Fiorentina al penultimo turno comportò la salvezza dei viola, rischiando di far cadere in B i giallorossi. La giornata conclusiva avrebbe determinato l'ultima retrocessa, da aggiungersi a novaresi e cesenati. Ai salentini sarebbe servita una vittoria per agganciare il Genoa, favorito dalla classifica ma in svantaggio nella differenza-reti. Contro il Chievo a Verona, nello stadio in cui aveva esordito in A nel 1985, il Lecce subì l'iniziale infortunio di Cuadrado. Nel primo tempo, nonostante un palo colpito dagli scaligeri, il risultato non si sbloccò. All'inizio della ripresa, i liguri - impegnati contro il Palermo - passarono in vantaggio certificando la condanna giallorossa; la gara finì 1-0, con l'unica rete di Vacek in Italia. I salentini chiusero terzultimi con 36 punti, di cui 28 conseguiti dopo l'avvicendamento tecnico. Malgrado la retrocessione, il Lecce fu salutato dagli applausi dei tifosi; lo stesso Cosmi ne riconoscerà l'affetto, paragonandolo alla vittoria di un campionato.
Prima della stagione 2012-13, il club fu declassato in Lega Pro per il suo coinvolgimento in uno scandalo di calcioscommesse.

## Divise e sponsor
Il 28 luglio 2011, nella sala stampa "Sergio Vantaggiato" del Via del Mare, sono state presentate le nuove maglie del Lecce 2011-2012. Sponsor tecnico rimane Asics, che ha prolungato il contratto per altri due anni. La prima maglia, con il classico template a righe verticali, presenta una riga rossa ai margini di ogni striscia. Lo scollo è a V e sul petto abbiamo i due sponsor BancApulia e Betitaly su sfondo bianco. Una bandiera tricolore sul retro del colletto celebra i 150 anni dell'Unità d'Italia, caratteristica applicata a tutte le divise. I calzoncini sono blu con inserti giallorossi, mentre i calzettoni sono rossi con risvolto giallo. Per le trasferte si continua a utilizzare il bianco e nero, con colletto a polo. La novità principale è la rosa dei venti disegnata sulla parte destra, con i punti cardinali Sud ed Est in giallorosso. Il motivo è presto detto: Lecce è la provincia più orientale d'Italia e la società ha voluto rafforzare così il legame con il territorio. Come l'anno scorso il main sponsor è Veneto Banca. I calzoncini sono bianchi per la seconda maglia e gialli per la terza.
| 1º Maglia | 2º Maglia | 3º Maglia |

## Organigramma societario
Area direttiva
- Presidente: Isabella Liguori
- Vice Presidente: Paolo Fedele
- Amministratore Delegato: Renato Cipollini
- Responsabile Area Tecnica: Carlo Osti
- Consiglieri d'Amministrazione: Luigi Di Roma, Antonio Fiocca, Savino Vigilante

Area organizzativa
- Team Manager: Mario Zanotti
- segretario Generale: Adolfo Starace
- Responsabile Segreteria Tecnico-Sportiva: Giuseppe Mercandante

Area comunicazione
- Responsabile Biglietteria: Angelica De Mitri
- Responsabile Pubbliche Relazioni: Silvia Famularo
- Addetto Stampa: Andrea Ferrante
- Responsabile Commerciale GSport: Andrea Micati
- Front Office: Franco Longo, Francesco Marchello
- Fotografo Ufficiale: Marco Lezzi

Area tecnica
- Allenatore: Eusebio Di Francesco (fino al 4 dicembre 2011), poi Serse Cosmi
- Allenatore in seconda: Francesco Tomei (fino al 4 dicembre 2011), poi Mario Palazzi
- Collaboratore tecnico: Danilo Pierini (fino al 4 dicembre 2011)
- Preparatore dei Portieri: Fabrizio Lorieri
- Preparatori Atletici: Giovanni De Luca, Franco Giammartino, Nicandro Vizoco (fino al 4 dicembre 2011), Francesco Bulletti (dal 4 dicembre 2011)
- Personal Trainer: Tiberio Ancora
- Magazzinieri: Giovanni Fasano, Paolo Micelli

Area sanitaria
- Responsabile Sanitario: Dott. Giuseppe Palaia
- Consulente Medico: Dott. Luigi Cappello
- Fisioterapista - Osteopata: Luca Laudisa
- Massaggiatori: Alessandro Donato, Graziano Fiorita

## Rosa
Rosa, numerazione e ruoli sono aggiornati al 1º febbraio 2012.
In corsivo i calciatori ceduti durante il calciomercato di gennaio 2012.
| N. |                         | Ruolo | Calciatore                      |
| -- | ----------------------- | ----- | ------------------------------- |
| 1  | Italia (bandiera)       | P     | Ugo Gabrieli                    |
| 3  | Italia (bandiera)       | C     | Luca Di Matteo                  |
| 5  | Italia (bandiera)       | D     | Andrea Esposito                 |
| 6  | Italia (bandiera)       | C     | Manuel Giandonato               |
| 7  | Colombia (bandiera)     | C     | Juan Cuadrado                   |
| 8  | Nigeria (bandiera)      | C     | Christian Obodo                 |
| 9  | Italia (bandiera)       | A     | Daniele Corvia                  |
| 10 | Uruguay (bandiera)      | C     | Rubén Olivera                   |
| 10 | Bulgaria (bandiera)     | A     | Valeri Bojinov                  |
| 11 | Algeria (bandiera)      | C     | Djamel Mesbah                   |
| 11 | Svizzera (bandiera)     | A     | Haris Seferović                 |
| 13 | Italia (bandiera)       | D     | Stefano Ferrario                |
| 13 | Uruguay (bandiera)      | D     | Leonardo Migliónico             |
| 14 | Sierra Leone (bandiera) | C     | Rodney Strasser                 |
| 15 | Nigeria (bandiera)      | A     | Edward Ofere                    |
| 16 | Mali (bandiera)         | D     | Souleymane Diamoutene           |
| 17 | Italia (bandiera)       | A     | David Di Michele                |
| 18 | Uruguay (bandiera)      | C     | Guillermo Giacomazzi (capitano) |

| N. |                      | Ruolo | Calciatore           |
| -- | -------------------- | ----- | -------------------- |
| 20 | Francia (bandiera)   | A     | Bryan Bergougnoux    |
| 21 | Uruguay (bandiera)   | C     | Carlos Grossmüller   |
| 22 | Argentina (bandiera) | C     | Ignacio Piatti       |
| 23 | Italia (bandiera)    | A     | Luigi Falcone        |
| 24 | Colombia (bandiera)  | A     | Luis Muriel          |
| 25 | Italia (bandiera)    | P     | Davide Petrachi      |
| 26 | Italia (bandiera)    | C     | Manuele Blasi        |
| 27 | Brasile (bandiera)   | P     | Júlio Sérgio         |
| 28 | Italia (bandiera)    | D     | Davide Brivio        |
| 30 | Italia (bandiera)    | D     | Massimo Oddo         |
| 40 | Serbia (bandiera)    | D     | Nenad Tomović        |
| 50 | Italia (bandiera)    | P     | Luigi Turbacci       |
| 77 | Italia (bandiera)    | A     | Cristian Pasquato    |
| 81 | Italia (bandiera)    | P     | Massimiliano Benassi |
| 82 | Italia (bandiera)    | C     | Gennaro Delvecchio   |
| 89 | Italia (bandiera)    | D     | Matteo Legittimo     |
| 91 | Italia (bandiera)    | C     | Andrea Bertolacci    |

## Calciomercato

### Sessione estiva(dal 1/7 al 1/9)
| Acquisti | Acquisti                | Acquisti    | Acquisti              |
| R.       | Nome                    | da          | Modalità              |
| -------- | ----------------------- | ----------- | --------------------- |
| P        | Ugo Gabrieli            | Barletta    | fine prestito         |
| A        | Daniele Cacia           | Piacenza    | fine comproprietà     |
| D        | Souleymane Diamoutene   | Pescara     | fine prestito         |
| C        | Mattia Conte            | Brindisi    | fine prestito         |
| C        | Matteo Legittimo        | Salernitana | rinnovo comproprietà  |
| D        | Fabio Antonio Romeo     | Pergocrema  | fine prestito         |
| D        | Gianmarco Ingrosso      | Paganese    | fine prestito         |
| A        | Giuseppe Caccavallo     | Pergocrema  | fine prestito         |
| A        | Vittorio Triarico Tateo | Paganese    | fine prestito         |
| D        | Antonio Mazzotta        | Palermo     | rinnovo comp.         |
| P        | Julio Sergio Bertagnoli | Roma        | prestito              |
| D        | Moris Carrozzieri       | Palermo     | svincolato            |
| D        | Andrea Esposito         | Genoa       | riscatto comproprietà |
| C        | Rodney Strasser         | Milan       | prestito              |
| C        | Christian Obodo         | Udinese     | prestito              |
| C        | Bryan Bergougnoux       | Châteauroux | fine prestito         |
| C        | Juan Cuadrado           | Udinese     | prestito              |
| A        | Mario Arnel Janvier     | Pro Patria  | fine prestito         |
| C        | Andrea Bertolacci       | Roma        | prestito              |
| D        | Massimo Oddo            | Milan       | prestito              |
| A        | Cristian Pasquato       | Juventus    | prestito              |
| C        | Manuel Giandonato       | Juventus    | prestito              |
| A        | Luis Muriel             | Granada     | definitivo            |

| Cessioni | Cessioni                    | Cessioni         | Cessioni                  |
| R.       | Nome                        | a                | Modalità                  |
| -------- | --------------------------- | ---------------- | ------------------------- |
| A        | Ernesto Chevantón           | Colón (SF)       | svincolato                |
| A        | Giuseppe Caccavallo         | Crotone          | definitivo                |
| C        | Andrea Bertolacci           | Roma             | fine prestito             |
| D        | Andrea Rispoli              | Parma            | fine prestito             |
| D        | Simone Sini                 | Roma             | fine prestito             |
| D        | Gustavo Franchin Schiavolin | Botafogo         | fine prestito             |
| C        | Manuel Coppola              | Parma            | fine prestito             |
| P        | Antonio Rosati              | Napoli           | definitivo                |
| A        | Alain Pierre Baclet         | Vicenza          | rinnovo compartecipazione |
| C        | Giuseppe Vives              | Torino           | definitivo                |
| D        | Alberto Giuliatto           |                  | svincolato                |
| D        | Fabiano Medina da Silva     | Shandong Taishan | svincolato                |
| C        | Gianni Munari               | Palermo          | riscatto comproprietà     |
| C        | Salvatore Giglio            | Paganese         | prestito                  |
| A        | Filippo Falco               | Pavia            | prestito                  |
| D        | Fabio Romeo                 | Pavia            | comproprietà              |
| A        | Jeda                        | Novara           | prestito                  |
| A        | Daniele Cacia               | Padova           | prestito                  |
| D        | Antonio Mazzotta            | Crotone          | prestito                  |
| C        | Cosimo Chiricò              | Lanciano         | prestito                  |
| A        | Vittorio Triarico           | Campobasso       | prestito                  |

### Sessione invernale(dal 3/1 al 31/1)
| Acquisti | Acquisti            | Acquisti         | Acquisti          |
| R.       | Nome                | da               | Modalità          |
| -------- | ------------------- | ---------------- | ----------------- |
| A        | David Speziale      | Milan            | compartecipazione |
| D        | Leonardo Migliónico | Livorno          | definitivo        |
| C        | Manuele Blasi       | Parma            | definitivo        |
| A        | Haris Seferović     | Fiorentina       | prestito          |
| C        | Gennaro Delvecchio  | Catania          | definitivo        |
| A        | Valeri Bojinov      | Sporting Lisbona | prestito          |
| A        | Luis Muriel         | Udinese          | prestito          |
| D        | Luca Di Matteo      | Palermo          | prestito          |
| P        | Alessandro Mirarco  | Nardò            | prestito          |
| A        | Gianmarco Meuli     | Casarano         | fine prestito     |
| D        | Mattia Parlangeli   | Sulmona          | fine prestito     |
| D        | Fabio Romeo         | Pavia            | definitivo        |

| Cessioni | Cessioni             | Cessioni     | Cessioni             |
| R.       | Nome                 | a            | Modalità             |
| -------- | -------------------- | ------------ | -------------------- |
| D        | Matteo Legittimo     | Südtirol     | compartecipazione    |
| D        | Djamel Mesbah        | Milan        | definitivo           |
| C        | Rodney Strasser      | Milan        | rescissione prestito |
| A        | David Speziale       | Milan        | prestito             |
| D        | Stefano Ferrario     | Parma        | prestito             |
| C        | Bryan Bergougnoux    | Omonia       | prestito             |
| A        | Cristian Pasquato    | Juventus     | rescissione prestito |
| C        | Rubén Olivera        | Fiorentina   | definitivo           |
| A        | Luis Muriel          | Udinese      | definitivo           |
| D        | Fabio Romeo          | Isola Liri   | compartecipazione    |
| D        | Soleymane Diamoutene | Levski Sofia | definitivo           |

## Risultati

### Serie A

#### Girone di andata
| Arbitro: | Guida (Torre Annunziata) |

|                                                  |           |            |
| Pazzini 34’ Milito 49’ Cambiasso 73’ Álvarez 81’ | Marcatori | 19’ Muriel |

| Arbitro: | Damato (Barletta) |

|  |           |                        |
|  | Marcatori | 2’ Basta 16’ Di Natale |

| Arbitro: | Russo (Nola) |

|  |           |                                |
|  | Marcatori | 37’ Giacomazzi 60’ Grossmüller |

| Arbitro: | Rocchi (Firenze) |

|            |           |               |
| Mesbah 25’ | Marcatori | 3’, 56’ Denis |

| Arbitro: | Doveri (Roma) |

|                           |           |  |
| Destro 6’ Calaiò 53’, 70’ | Marcatori |  |

| Arbitro: | Guida (Torre Annunziata) |

|  |           |                                 |
|  | Marcatori | 10’ Thiago Ribeiro 40’ Biondini |

| Genova 16 ottobre 2011, ore 15:00 CEST 7ª giornata | Genoa             | 0 – 0 referto | Lecce | Stadio Luigi Ferraris (20.101 spett.)\| Arbitro: \| Gava (Conegliano) \| |
| Arbitro:                                           | Gava (Conegliano) |               |       |                                                                          |

| Arbitro: | Peruzzo (Schio) |

|                                               |           |                                 |
| Giacomazzi 4’ Oddo 30’ (rig.) Grossmüller 37’ | Marcatori | 49’, 55’, 63’ Boateng 83’ Yepes |

| Arbitro: | Massa (Imperia) |

|                                  |           |  |
| Pinilla 28’ (rig.) Hernández 76’ | Marcatori |  |

| Arbitro: | Romeo (Verona) |

|              |           |                   |
| Strasser 31’ | Marcatori | 44’ (rig.) Rigoni |

| Arbitro: | Valeri (Roma) |

|  |           |              |
|  | Marcatori | 55’ Cuadrado |

| Arbitro: | Brighi (Cesena) |

|                     |           |                |
| Pjanić 25’ Gago 53’ | Marcatori | 62’ Bertolacci |

| Arbitro: | Peruzzo (Schio) |

|  |           |                |
|  | Marcatori | 90’ Barrientos |

| Arbitro: | Romeo (Verona) |

|                                          |           |                         |
| Lavezzi 26’ Cavani 33’, 81’ Dzemaili 41’ | Marcatori | 54’ Muriel 90+3’ Corvia |

| Arbitro: | Russo (Nola) |

|                                    |           |                         |
| Di Michele 12’ (rig.) Ferrario 59’ | Marcatori | 28’, 87’ Klose 47’ Cana |

| Arbitro: | Gava (Conegliano) |

|                                              |           |                                  |
| Floccari 18’ (rig.) Pellè 86’ Galloppa 90+2’ | Marcatori | 58’, 61’ Di Michele 77’ Cuadrado |

| Arbitro: | Bergonzi (Genova) |

|  |           |           |
|  | Marcatori | 27’ Matri |

| Arbitro: | Guida (Torre Annunziata) |

|  |           |                       |
|  | Marcatori | 66’ (rig.) Di Michele |

| Arbitro: | Mazzoleni (Bergamo) |

|                               |           |                  |
| Esposito 30’ Di Michele 90+3’ | Marcatori | 2’, 24’ Paloschi |

#### Girone di ritorno
| Arbitro: | Banti (Livorno) |

|                |           |  |
| Giacomazzi 40’ | Marcatori |  |

| Arbitro: | Doveri (Roma) |

|                           |           |                |
| Pazienza 2’ Di Natale 36’ | Marcatori | 26’ Di Michele |

| Lecce 5 febbraio 2012, ore 15:00 CET 22ª giornata | Lecce         | 0 – 0 referto | Bologna | Stadio Via del Mare (5.962 spett.)\| Arbitro: \| Valeri (Roma) \| |
| Arbitro:                                          | Valeri (Roma) |               |         |                                                                   |

| Bergamo 12 febbraio 2012, ore 15:00 CET 23ª giornata | Atalanta            | 0 – 0 referto | Lecce | Stadio Atleti Azzurri d'Italia (11.877 spett.)\| Arbitro: \| Gervasoni (Mantova) \| |
| Arbitro:                                             | Gervasoni (Mantova) |               |       |                                                                                     |

| Arbitro: | Rizzoli (Bologna) |

|                                                            |           |                |
| Muriel 32’ Di Michele 68’ (rig.) Cuadrado 82’ Brivio 90+4’ | Marcatori | 25’ Del Grosso |

| Arbitro: | Rocchi (Firenze) |

|                     |           |                           |
| Larrivey 50’ (rig.) | Marcatori | 44’ Muriel 61’ Bertolacci |

| Arbitro: | Russo (Nola) |

|                       |           |                 |
| Muriel 61’ Brivio 81’ | Marcatori | 21’, 85’ Sculli |

| Arbitro: | De Marco (Chiavari) |

|                             |           |  |
| Nocerino 7’ Ibrahimović 65’ | Marcatori |  |

| Arbitro: | Tagliavento (Terni) |

|                      |           |           |
| Di Michele 6’ (rig.) | Marcatori | 15’ Muñoz |

| Novara 25 marzo 2012, ore 15:00 CEST 29ª giornata | Novara                   | 0 – 0 referto | Lecce | Stadio Silvio Piola (11.000 spett.)\| Arbitro: \| Guida (Torre Annunziata) \| |
| Arbitro:                                          | Guida (Torre Annunziata) |               |       |                                                                               |

| Lecce 1º aprile 2012, ore 15:00 CEST 30ª giornata | Lecce           | 0 – 0 referto | Cesena | Stadio Via del Mare (6.950 spett.)\| Arbitro: \| Banti (Livorno) \| |
| Arbitro:                                          | Banti (Livorno) |               |        |                                                                     |

| Arbitro: | Orsato (Schio) |

|                                            |           |                      |
| Muriel 22’, 49’ Di Michele 44’, 56’ (rig.) | Marcatori | 88’ Bojan 90’ Lamela |

| Arbitro: | De Marco (Chiavari) |

|               |           |                           |
| Bergessio 52’ | Marcatori | 88’ Corvia 91’ Di Michele |

| Arbitro: | Tagliavento (Terni) |

|  |           |                      |
|  | Marcatori | 5’ Hamšík 51’ Cavani |

| Arbitro: | Rocchi (Firenze) |

|               |           |               |
| Matuzalém 82’ | Marcatori | 90+1’ Bojinov |

| Arbitro: | Mazzoleni (Bergamo) |

|             |           |                          |
| Tomović 83’ | Marcatori | 67’ Giovinco 78’ Paletta |

| Arbitro: | Valeri (Roma) |

|              |           |                |
| Marchisio 8’ | Marcatori | 85’ Bertolacci |

| Arbitro: | Brighi (Cesena) |

|  |           |           |
|  | Marcatori | 35’ Cerci |

| Arbitro: | Banti (Livorno) |

|           |           |  |
| Vacek 78’ | Marcatori |  |

### Coppa Italia

#### Turni eliminatori
| Arbitro: | Celi (Bari) |

|  |           |                      |
|  | Marcatori | 44’ Djurić 50’ Ciano |

## Statistiche

### Statistiche di squadra
Statistiche aggiornate al 13 maggio 2012.
| Competizione | Punti | In casa | In casa | In casa | In casa | In casa | In casa | In trasferta | In trasferta | In trasferta | In trasferta | In trasferta | In trasferta | Totale | Totale | Totale | Totale | Totale | Totale | DR  |
| Competizione | Punti | G       | V       | N       | P       | Gf      | Gs      | G            | V            | N            | P            | Gf           | Gs           | G      | V      | N      | P      | Gf     | Gs     | DR  |
| ------------ | ----- | ------- | ------- | ------- | ------- | ------- | ------- | ------------ | ------------ | ------------ | ------------ | ------------ | ------------ | ------ | ------ | ------ | ------ | ------ | ------ | --- |
| Serie A      | 36    | 19      | 3       | 6       | 10      | 22      | 29      | 19           | 5            | 6            | 8            | 19           | 27           | 38     | 8      | 12     | 18     | 40     | 56     | −16 |
| Coppa Italia | -     | 1       | 0       | 0       | 1       | 0       | 2       | 0            | 0            | 0            | 0            | 0            | 0            | 1      | 0      | 0      | 1      | 0      | 2      | −2  |
| Totale       | -     | 20      | 3       | 6       | 11      | 22      | 31      | 19           | 5            | 6            | 8            | 19           | 27           | 39     | 8      | 12     | 19     | 40     | 58     | −18 |

### Andamento in campionato
| Giornata  | 1  | 2  | 3  | 4  | 5  | 6  | 7  | 8  | 9  | 10 | 11 | 12 | 13 | 14 | 15 | 16 | 17 | 18 | 19 | 20 | 21 | 22 | 23 | 24 | 25 | 26 | 27 | 28 | 29 | 30 | 31 | 32 | 33 | 34 | 35 | 36 | 37 | 38 |
| --------- | -- | -- | -- | -- | -- | -- | -- | -- | -- | -- | -- | -- | -- | -- | -- | -- | -- | -- | -- | -- | -- | -- | -- | -- | -- | -- | -- | -- | -- | -- | -- | -- | -- | -- | -- | -- | -- | -- |
| Luogo     | T  | C  | T  | C  | T  | C  | T  | C  | T  | C  | C  | T  | C  | T  | T  | C  | T  | C  | T  | C  | T  | C  | T  | C  | T  | C  | T  | C  | T  | T  | C  | T  | C  | C  | T  | C  | T  | C  |
| Risultato | P  | P  | V  | P  | P  | P  | N  | P  | P  | N  | V  | P  | P  | P  | P  | N  | P  | V  | N  | V  | P  | N  | N  | V  | V  | N  | P  | N  | N  | N  | V  | V  | P  | N  | P  | N  | P  | P  |
| Posizione | 20 | 20 | 18 | 19 | 19 | 19 | 19 | 19 | 19 | 18 | 19 | 19 | 20 | 20 | 20 | 20 | 20 | 19 | 19 | 18 | 18 | 18 | 18 | 18 | 18 | 18 | 18 | 18 | 18 | 18 | 18 | 18 | 18 | 18 | 18 | 18 | 18 | 18 |

Legenda:

Luogo: C = Casa; T = Trasferta. Risultato: V = Vittoria; N = Pareggio; P = Sconfitta.

### Statistiche dei giocatori
Sono in corsivo i calciatori che hanno lasciato la società a stagione in corso.
| Giocatore      | Serie A  | Serie A | Serie A     | Serie A    | Coppa Italia | Coppa Italia | Coppa Italia | Coppa Italia | Totale   | Totale | Totale      | Totale     |
| Giocatore      | Presenze | Reti    | Ammonizioni | Espulsioni | Presenze     | Reti         | Ammonizioni  | Espulsioni   | Presenze | Reti   | Ammonizioni | Espulsioni |
| -------------- | -------- | ------- | ----------- | ---------- | ------------ | ------------ | ------------ | ------------ | -------- | ------ | ----------- | ---------- |
| M. Benassi     | 29       | -23     | 2           | 0          | 0            | 0            | 0            | 0            | 29       | -23    | 2           | 0          |
| B. Bergougnoux | 0        | 0       | 0           | 0          | 0            | 0            | 0            | 0            | 0        | 0      | 0           | 0          |
| A. Bertolacci  | 28       | 3       | 3           | 0          | 0            | 0            | 0            | 0            | 28       | 3      | 3           | 0          |
| M. Blasi       | 22       | 0       | 5           | 1          | 0            | 0            | 0            | 0            | 22       | 0      | 5           | 1          |
| V. Bojinov     | 10       | 1       | 0           | 0          | 0            | 0            | 0            | 0            | 10       | 1      | 0           | 0          |
| D. Brivio      | 26       | 2       | 3           | 0          | 1            | 0            | 0            | 0            | 27       | 2      | 3           | 0          |
| M. Carrozzieri | 12       | 0       | 8           | 2          | 1            | 0            | 0            | 0            | 13       | 0      | 8           | 2          |
| C. Chiricò     | 0        | 0       | 0           | 0          | 0            | 0            | 0            | 0            | 0        | 0      | 0           | 0          |
| D. Corvia      | 22       | 2       | 3           | 0          | 1            | 0            | 0            | 0            | 23       | 2      | 3           | 0          |
| J. Cuadrado    | 33       | 3       | 8           | 1          | 0            | 0            | 0            | 0            | 33       | 3      | 8           | 1          |
| G. Delvecchio  | 29       | 1       | 12          | 0          | 0            | 0            | 0            | 0            | 29       | 1      | 12          | 0          |
| L. Di Matteo   | 7        | 0       | 1           | 0          | 0            | 0            | 0            | 0            | 7        | 0      | 1           | 0          |
| D. Di Michele  | 29       | 11      | 7           | 0          | 1            | 0            | 1            | 0            | 30       | 11     | 8           | 0          |
| S. Diamoutene  | 0        | 0       | 0           | 0          | 0            | 0            | 0            | 0            | 0        | 0      | 0           | 0          |
| A. Esposito    | 2        | 0       | 0           | 0          | 0            | 0            | 0            | 0            | 2        | 0      | 0           | 0          |
| A. Esposito    | 25       | 1       | 6           | 2          | 0            | 0            | 0            | 0            | 25       | 1      | 6           | 2          |
| L. Falcone     | 0        | 0       | 0           | 0          | 1            | 0            | 0            | 0            | 1        | 0      | 0           | 0          |
| S. Ferrario    | 8        | 1       | 4           | 0          | 1            | 0            | 0            | 0            | 9        | 1      | 4           | 0          |
| U. Gabrieli    | 2        | -6      | 0           | 0          | 0            | 0            | 0            | 0            | 2        | -6     | 0           | 0          |
| G. Giacomazzi  | 33       | 3       | 7           | 0          | 1            | 0            | 0            | 0            | 34       | 3      | 7           | 0          |
| M. Giandonato  | 8        | 0       | 1           | 0          | 0            | 0            | 0            | 0            | 8        | 0      | 1           | 0          |
| C. Grossmüller | 14       | 2       | 1           | 1          | 0            | 0            | 0            | 0            | 14       | 2      | 1           | 1          |
| G. Ingrosso    | 0        | 0       | 0           | 0          | 0            | 0            | 0            | 0            | 0        | 0      | 0           | 0          |
| Júlio Sérgio   | 10       | -6      | 0           | 0          | 1            | -2           | 0            | 0            | 11       | -8     | 0           | 0          |
| M. Legittimo   | 0        | 0       | 0           | 0          | 0            | 0            | 0            | 0            | 0        | 0      | 0           | 0          |
| D. Mesbah      | 12       | 1       | 3           | 0          | 1            | 0            | 0            | 0            | 13       | 1      | 3           | 0          |
| L. Migliónico  | 15       | 0       | 4           | 0          | 0            | 0            | 0            | 0            | 15       | 0      | 4           | 0          |
| L. Muriel      | 29       | 7       | 4           | 1          | 0            | 0            | 0            | 0            | 29       | 7      | 4           | 1          |
| C. Obodo       | 21       | 0       | 5           | 0          | 1            | 0            | 0            | 0            | 22       | 0      | 5           | 0          |
| M. Oddo        | 27       | 1       | 6           | 1          | 0            | 0            | 0            | 0            | 27       | 1      | 6           | 1          |
| E. Ofere       | 7        | 0       | 0           | 0          | 1            | 0            | 0            | 0            | 8        | 0      | 0           | 0          |
| R. Olivera     | 12       | 0       | 4           | 1          | 0            | 0            | 0            | 0            | 12       | 0      | 4           | 1          |
| C. Pasquato    | 10       | 0       | 1           | 0          | 0            | 0            | 0            | 0            | 10       | 0      | 1           | 0          |
| D. Petrachi    | 1        | -0      | 0           | 0          | 0            | -0           | 0            | 0            | 1        | -0     | 0           | 0          |
| I. Piatti      | 11       | 0       | 1           | 0          | 1            | 0            | 0            | 0            | 12       | 0      | 1           | 0          |
| R. Rosato      | 0        | 0       | 0           | 0          | 0            | 0            | 0            | 0            | 0        | 0      | 0           | 0          |
| H. Seferovic   | 5        | 0       | 1           | 0          | 0            | 0            | 0            | 0            | 5        | 0      | 1           | 0          |
| R. Strasser    | 11       | 1       | 4           | 0          | 1            | 0            | 0            | 0            | 12       | 1      | 4           | 0          |
| N. Tomović     | 33       | 1       | 5           | 0          | 1            | 0            | 0            | 0            | 34       | 1      | 5           | 0          |
| L. Turbacci    | 0        | 0       | 0           | 0          | 0            | 0            | 0            | 0            | 0        | 0      | 0           | 0          |

## Giovanili

### Organigramma
- Responsabile: Roberto Alberti Mazzaferro

Staff Tecnico
- Allenatore Berretti: Antonio Toma, Raimondo Marino
- Collaboratore tecnico Berretti: Claudio Dell'Anna
- Allenatore allievi Nazionali: Walter Monaco
- Collaboratore tecnico Allievi Naz.: Paolo Cortese
- Allenatori Giovanissimi Nazionali: Enrico Diamante, Marcello Protopapa
- Allenatore Giovanissimi Regionali: Alessandro Tangolo
- Collaboratore tecnico Giovanissimi Reg.: Piero Trinchera
- Magazziniere: Giovanni Fasano

Staff Sanitario
- Medici: Giuseppe Palaia, Antonio Faita
- Fisioterapisti: Marco Camassa, Renato Rausa

Accompagnatori Ufficiali
- Berretti: Donato Marzo
- Allievi Nazionali: Silvio Caporotundo
- Giovanissimi Nazionali: Simone Rizzo